# Шаошань
Шаошань (кит. спр. 韶山, піньїнь: Sháoshān) — міський повіт в міському окрузі Сянтань китайської провінції Хунань, батьківщина Мао Цзедуна. Населення 100 000 осіб, площа 210 км².

## Міста-побратими
- Видне